# C7H7+
Le cation C7H7+ est produit lors de l'ionisation de divers hydrocarbures comme le toluène. Il se forme notamment dans la source des spectromètres de masse.
Deux structures stables ont été proposées pour cet ion :
- l'ion benzylium C6H5CH2+, constitué d'un cycle benzénique et d'un groupe méthylène ;
- l'ion tropylium [C7H7]+, constitué d'un cycle aromatique à sept carbones.

L'ion benzylium a été identifié par sa réactivité chimique. L'ion tropylium n'a dans un premier temps été qu'une prédiction issue des calculs de chimie quantique. Il a été identifié (ainsi que l'ion benzylium) en 2018 grâce à un piège à ions cryogénique, qui permet d'attacher un atome de gaz rare sur les ions étudiés. Les deux structures ont été identifiées par leurs spectres vibrationnels (par ailleurs calculés avec la théorie de la fonctionnelle de la densité). On a pu aussi montrer qu'aucun autre isomère n'était présent,.